# Dracula citrina
Dracula citrina é uma espécie de orquídea epífita de crescimento cespitoso cujo gênero é proximamente relacionado às Masdevallia, parte da tribo Pleurothallidinae. Esta espécie é endêmica de Antioquia na Colômbia, onde habita florestas úmidas e nebulosas.
Pode ser diferenciada das espécies mais próximas por suas flores pequenas amarelo-limão, com sépalas internamente pubescentes.